# Polysphaeria macrophylla
Espèce
Polysphaeria macrophylla K.Schum. est une espèce de plantes de la famille des Rubiaceae et du genre Polysphaeria.

## Description
Originaire d’Afrique tropicale, on trouve cet arbuste au Cameroun, au Ghana, au Liberia et au Nigeria.